# Vlag van Baexem
De vlag van Baexem werd op 28 augustus 1986 door de gemeenteraad van de voormalige Nederlands Limburgse gemeente Baexem vastgesteld. De vlag is groen met daaroverheen twee golvende witte banen.

## Geschiedenis

### Eerste vlag
De gemeente Baexem heeft in 1975 reeds een vlag aangenomen, dit gebeurde omdat de gemeente dat jaar de 2000e inwoner mocht verwelkomen. Baexem heeft eerst advies gevraagd aan de Hoge Raad van Adel, deze stelde een groene vlag met twee golvende witte banen voor. De gemeente vond die vlag echter niet toepasselijk en legde het advies naast zich neer: het college wilde een vlag met daarop het wapen van de gemeente. De uiteindelijk gekozen vlag bestond uit een wit doek met daarop het volledige gemeentewapen. De vlag was geheel wit met in het midden het gemeentewapen: het wapenschild en daarachter Johannes de Doper als schildhouder. In 1980 heeft de gemeente de vlag officieel de status van gemeentelijke vlag toegekend. Hierbij werden ook de afmetingen van de vlag vastgesteld: 150 centimeter hoog en 225 centimeter breed. De Hoge Raad van Adel heeft nooit  goedkeuring aan deze vlag gegeven, wel is het ontwerp opgenomen in het archief van de raad.

### Tweede vlag
Omdat de vlag niet aan de eisen voldeed, een vlag dient eenvoudig en ook bij weinig wind herkenbaar te zijn, werd op 28 augustus 1986 een nieuwe vlag aangenomen. Deze nieuwe vlag was het dundoek dat de Hoge Raad van Adel in 1975 voor heeft gesteld. Per raadsbesluit heeft de vlag de volgende beschrijving gekregen: Vijf golvende banen van groen en wit, waarvan de hoogten zich verhouden als 2:1:2:1:2. De groene kleur verwijst in deze naar de landbouwgebieden, meer precies de weilanden in de gemeente. De twee witte banen staan symbool voor de Tungelroyse Beek en de Abeek. De vlag was ook sprekend voor de gemeente: Baexem betekent dorp aan de beek.
In 1991 fuseerde Baexem met de gemeenten Grathem en Heythuysen tot de gemeente Heythuysen. Hiermee kwam de vlag als gemeentevlag te vervallen. In 2007 ging Heythuysen op in de fusiegemeente Leudal.